# 峯村雄大
峯村 雄大（みねむら ゆうだい、1994年5月19日 - ）は、日本の男子バレーボール選手である。

## 来歴
長野県長野市出身。小学1年生の頃、兄と姉の影響を受けてバレーボールを始める。
長野日本大学高等学校、日本体育大学を経て、2016年、V・プレミアリーグ（当時のVリーグ1部）に所属する東レアローズの内定選手となった。2017年の大学卒業後、東レアローズに入団。
2021年、東レアローズの副将に就任した。副将として試合に出場を続けていたが、2022年1月中旬、左アキレス腱断裂により長期離脱となる。
2022年、東レアローズの主将に就任した。リハビリを経てリーグ戦開幕3週間前に全体練習に合流した。
2024年4月4日、第72回黒鷲旗全日本男女選抜バレーボール大会をもって東レアローズを退団すると発表された。
2024年5月、シンガポールのJRT VCに加入。5月12日に初出場となった。
同年7月、ハンガリーのKecskeméti RC (hu) 入団を発表。

## 人物
- 兄はVチャレンジリーグ時代のVC長野トライデンツでプレーした峯村幸太[10][11]。
- 姉は東レアローズとNECレッドロケッツでプレーした峯村沙紀。小さい頃は、姉の練習の迎えに一緒に行っていた[12]。

## 所属チーム
- 長野日本大学高等学校（2010-2013年）
- 日本体育大学 （2013-2017年）
- 東レアローズ（2017-2024年）
- JRT VC（2024年）
- Kecskeméti RC (hu) （2024年-）